# David Labrador
David Labrador (n. Talavera de la Reina, Toledo, España; 12 de octubre de 1975) es un periodista y comentarista deportivo español del programa Tiki-Taka de las cadenas de televisión Cuatro y Energy.

## Biografía
Empezó su carrera profesional como narrador de partidos de fútbol de Primera División de PPV en Audiovisual Sport. Posteriormente, pasó por Onda Madrid, Radio España, Vía Digital y Radio Castilla-La Mancha.
En 2006 se incorpora al equipo de Deportes de La Sexta donde fue editor de La Sexta Deportes, reportero del programa Minuto y Resultado y narrador de partidos de fútbol durante la Guerra del Fútbol, en la que La Sexta llegó a emitir hasta cuatro partidos en abierto en una misma jornada de Liga. En la cadena presidida por Emilio Aragón, también fue uno de los responsables de la cobertura del Eurobasket 2007, premiada con TP de Oro.
Con el nacimiento en 2010 de Marca TV se incorpora al nuevo canal como subdirector y responsable de emisiones. Y en 2011 se convierte en el director y narrador de las retransmisiones de la Liga de Primera División en el canal deportivo, donde estaba acompañado por Marcos López, en los comentarios; el exárbitro Juan Andújar Oliver, en los comentarios arbitrales; y Rebeca Haro, a pie de campo.
Tras la desaparición de Marca TV, es el editor del programa Tiki-Taka en Cuatro y Energy, donde además se encarga de narrar junto al también periodista Enrique Ortego los resúmenes de los partidos de Liga del Real Madrid.